# Kobratu
Kobratu – wieś w Estonii, w prowincji Tartu, w gminie Tartu.